# Candaules
Candaules (¿-?), último rey de Lidia de la Dinastía Heráclida, sucedido hacia el 680 a. C. por Giges, fundador de la Dinastía Mermnada. Se le conoce también por Mirsilo.
Se conoce su relato en varias versiones, siendo la más importante la de Heródoto de Halicarnaso.
Es conocido por haber dado nombre a una práctica sexual, el candaulismo, que refleja la excitación de ver a la pareja exponerse sexualmente, desnudarse o realizar actos sexuales con otra persona. Es un tipo de voyeurismo, que no hay que confundir con el intercambio de pareja.

## Contexto histórico
- "Candaules" es un título religioso que significa probablemente que el rey estaba protegido por el dios lidio Sandón, al que los griegos identificaban con Heracles, y Candaules es un epíteto lidio aplicado a Hermes y que significa "el que estrangula a los perros".
- "Mirsilo" es un nombre muy antiguo que había sido usado por varios reyes del poderoso Imperio Hitita (Mursilis). Parece que el nombre de su padre es la razón por la cual los griegos llamaban a este rey Mirsilo.

### Prácticamente desconocido
Poco más sabemos del reinado de Candaules, pero es casi seguro que fue un gobernante local, sujeto el rey frigio Midas. Sin embargo, éste fue derrotado por los cimerios en el 696/695 a. C. y se suicidó. Su capital Gordio fue destruida. Probablemente, Candaules fue incapaz de mantenerse en el poder, y fue depuesto por un líder militar, Giges.

## El relato de Heródoto

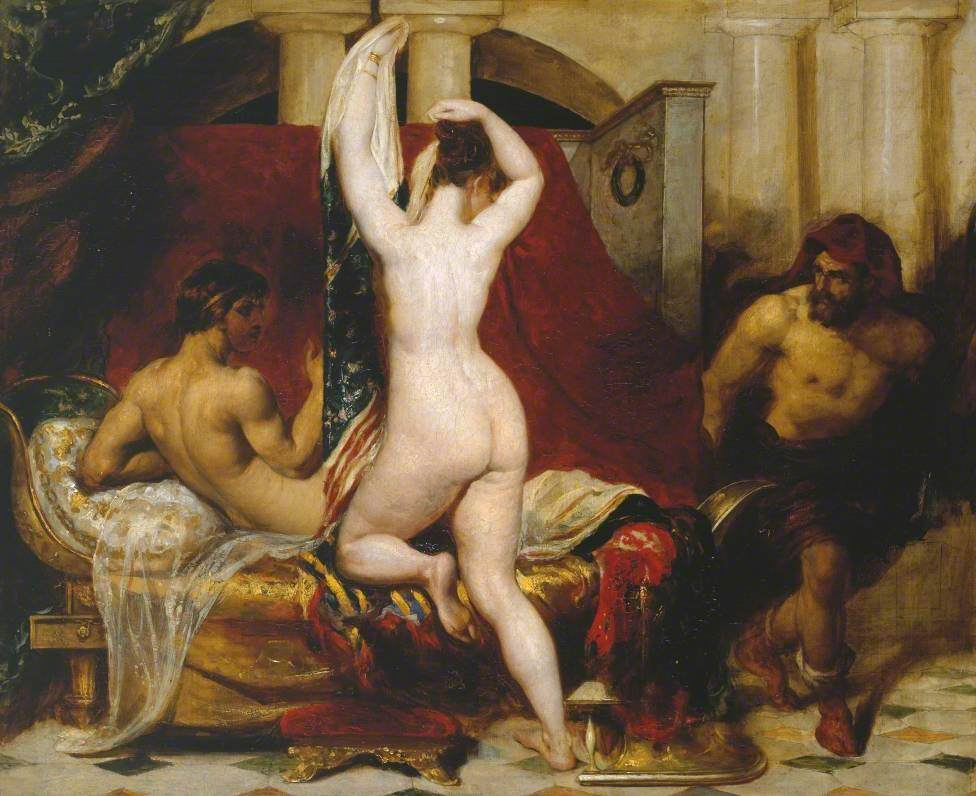
"Candaules, rey de Lidia, muestra a su mujer escondiendo a Giges, uno de sus ministros, mientras se va a la cama" por William Etty. Esta imagen ilustra la versión de Heródoto del cuento de Giges.

Según Heródoto, Candaules era un hombre muy enamorado de su esposa y sentía verdadera pasión por ella. Entre los colaboradores más apreciados por el rey, se encontraba Giges. Un día, Candaules empezó a alabar las virtudes de su mujer ante Giges y al final, creyendo que Giges pensaba que exageraba, le propuso visitar el dormitorio de su mujer antes de que ésta se acostara para que pudiera verla desnuda, y juzgar así por sus propios ojos lo que Giges escuchaba de su rey.
A pesar de los intentos de desechar la idea por parte de Giges por miedo a lo que podría sucederle después, la insistencia del rey acabó por hacerle aceptar muy a su pesar. Así pues por la noche, Candaules escondió a Giges en la habitación de su esposa. A la llegada de la mujer, todo se desarrolló tal y como los hombres habían planeado, excepto por el hecho que la mujer del rey se apercibió de la presencia de Giges cuando éste salía ya de la habitación, aunque no dio la voz de alarma.
Al día siguiente, la mujer hizo llamar a Giges, quien desconociendo que la reina sabía lo sucedido la noche anterior, no sospechaba lo que iba a ocurrir. La reina le dijo a Giges que sólo tenía dos opciones: matar a Candaules por haberle ofrecido lo que él tenía prohibido ver y convertirse en nuevo rey con ella como reina, o morir él mismo para evitar en el futuro nuevas tentaciones a las que podía someterle Candaules. Tras unos instantes en que Giges no podía articular palabra por su sorpresa, rechazó la oferta de la reina., pero ante su insistencia, decidió matar a Candaules. La reina lo introdujo en el dormitorio del rey y lo ocultó en el mismo lugar donde había estado disimulado el día antes; Candaules murió, apuñalado por Giges durante su sueño.
Cuando quiso ser coronado como rey, Giges tuvo muchos adversarios, que acordaron someter el caso al oráculo de Delfos. El oráculo confirmó los derechos de Giges y el control de Lidia pasó a sus manos. El recurso al oráculo de Delfos es histórico: se sabe que en testimonio de reconocimiento Giges hizo un regalo consistente en objetos de oro y plata.

### Otras versiones del relato
Una primera versión cuenta que el rey Candaules mató a su esposa después de que ésta rechazase ir desnuda delante de sus soldados.

## Adaptaciones
La historia fue relaborada por Platón en «La República» —con el mito del anillo que hace invisible a su poseedor, y que desencadena tal ansía de poder que le lleva a abandonar cualquier regla moral— y también fue motivo de inspiración para el historiador Plutarco. El romano Cicerón, los renacentistas Bocaccio y Hans Sachs y los franceses François Fénelon y Théophile Gautier, entre otros, también se ocuparon del rey Candaules.
En España, el tema fue tratado en el teatro y la zarzuela del barroco tardío por obra de José de Cañizares y José de Nebra.
Más recientemente, André Gide escribió el drama Le Roi Candaule, estrenado en 1901, que adaptó el mito a los tiempos actuales, convirtiéndolo en una extraña historia de absurda y equívoca generosidad, de desprendimiento suicida, de celos, posesión, voyeurismo y venganza.
El coreógrafo Marius Petipa, de los Ballets Imperiales Rusos, montó en Moscú, en 1868 el ballet El rey Candaules.
El compositor Alexander Zemlinsky compuso (1935-36) una obra con este tema, basándose en la obra de Gide, llamada Der König Kandaules («El rey Candaulo»), que quedó incompleta a su muerte. Finalmente fue estrenada el 6 de octubre de 1996, en la Staatsoper de Hamburgo.
El escritor peruano Mario Vargas Llosa también hace referencia a la historia de este rey a lo largo de su libro Elogio de la madrastra.
| Predecesor: Mirso | Rey de Lidia ¿?-¿680 a. C. | Sucesor: Giges |